# 约翰·威廉·霍夫曼
约翰·威廉·霍夫曼（1932年7月21日—2022年5月14日）是一位美国化学家，克莱门森大学教授，其研究小组合成了450多种大麻素，被称为JWH大麻素。